# Río Andarax
Der Río Andarax ist ein ca. 68 km langer Küstenfluss in der andalusischen Provinz Almería im Südosten Spaniens.

## Verlauf
Der Río Andarax entspringt etwa 12 km (Luftlinie) nordöstlich des Ortes Laujar de Andarax in einer Höhe von ca. 1500 m; er fließt überwiegend in südöstlicher Richtung durch den Osten der Bergregion der Alpujarras und mündet schließlich etwa 4 km südöstlich von Almería ins Mittelmeer.

## Nebenflüsse
In den Río Andarax münden zahlreiche Bergbäche (ramblas oder barrancos), die jedoch nur nach stärkeren oder langanhaltenden Regenfällen Wasser führen, und der ebenfalls oft trockenfallende Río Nacimiento.

## Orte und Wirtschaft
Mehrere kleine bis mittelgroße Ortschaften säumen den Fluss. Die ehemals mit Hilfe von – teilweise tunnelartig in den Fels gehauenen – Wasserkanälen (acequias) betriebene Landwirtschaft wird heute teilweise unter Plastikfolien betrieben. Der Tourismus spielt keine bedeutsame Rolle.

## Archäologie
Am Río Andarax, ungefähr 27 km (Fahrtstrecke) nördlich von Almería zwischen den Orten Gádor und Santa Fé de Mondújar, befindet sich die bronzezeitliche Siedlung Los Millares, die einer ganzen Kulturperiode im Süden der Iberischen Halbinsel den Namen gegeben hat.